# Elevator pitch

Un elevator pitch, ou un argumentaire éclair, est un exercice de communication orale qui consiste à se présenter et mettre en valeur son projet face à un partenaire ou investisseur potentiel, situé à un niveau hiérarchique plus élevé que soi et dont le temps est compté.
L'expression réfère à la très courte durée de l'intervention : il faut que l'intervention puisse se faire au cours d'un déplacement dans un ascenseur. La comparaison se base sur la situation typique d'un employé qui croise le directeur de son entreprise dans l'ascenseur, telle que la décrit Journal du Net :

« lors de cette occasion unique à saisir, formation, parcours, expérience, domaines d'expertise et projets d'avenir doivent en effet être évoqués entre le moment où les portes de l'ascenseur se ferment au rez-de-chaussée et le moment où il atteint l'étage de la direction (typiquement entre 30 et 45 secondes suivant la hauteur de la tour). Au moment où les portes s'ouvrent, si l'exercice est réussi, le vice-président lâche brièvement : "Bien, bien, prenez contact avec mon assistante, nous déjeunerons un de ces jours". La promotion tant attendue est assurée. S'il est raté, mieux vaut chercher du travail dans la tour d'en face. C'est exactement le même scénario qui s'est appliqué à la fin des années 1990 dans le contexte effervescent d'Internet : il suffisait de remplacer l'employé junior par un créateur de start-up et le vice président par un investisseur en capital risque. Les mêmes conclusions étaient valables. »

Dans le milieu des startups, le pitch est un format très courant qui consiste pour un entrepreneur à présenter rapidement son projet à un investisseur (venture capitalist) ou à un business angel pour le convaincre d'investir, : la qualité d'une idée est alors jugée d'après celle du pitch, et aussi à partir de rapides questions destinées à éliminer rapidement les équipes faibles ou les mauvaises idées. Guy Kawasaki résume dans La réalité de l'entrepreneuriat : 

« Pensez mantra (trois mots) et non déclaration de mission (trente mots). Pensez que le temps est la denrée importante, et non l’argent. Si vous ne pouvez pas susciter l’intérêt en trente secondes, vous aurez une carrière longue et ennuyeuse. »

## Création d'un pitch
Plan de l'Elevator Pitch où chaque partie représente un étage d'ascenseur.

### Problème
1. Un problème existe
2. Il n’est pas résolu
3. Nous avons trouvé une solution

### Produit
1. Voici notre proposition de valeur
2. Regardez notre démonstration
3. Les gens adorent ce projet

### Marché
1. Voici notre cible
2. Voici comment nous allons nous positionner
3. Voici notre touche magique qui nous différencie

### Données
1. Voici notre business model
2. Voici notre moyen de distribution
3. Explication de l’indicateur clé de performance

### Histoire
1. Voici notre histoire
2. Voici notre équipe
3. Voici notre objectif pour les deux années à venir

### Conclusion
1. Voici notre business plan
2. Voici notre objectif final

## Liens Externes
Elevator World Tour : https://www.youtube.com/watch?v=4Xvh8EYEX6o